# Thiết bị văn phòng
Thiết bị văn phòng là những đồ dùng, vật dụng cần thiết hằng ngày cho các hoạt động và công việc trong lĩnh vực văn phòng như các máy photocopy, máy in, máy fax, máy tính, bàn ghế, tủ tài liệu văn phòng, giấy các loại, mực các loại..., máy huỷ giấy, máy huỷ tài liệu, máy đóng sách, máy ép plastic,...

## Các loại thiết bị văn phòng thiết yếu

### Các loạigiấyin, giấy photo và các loại giấy tờ văn phòng
Giấy là văn phòng phẩm không thể thiếu đối với bất kỳ văn phòng nào vì gần như tất cả các công việc văn phòng đều cần sử dụng tới giấy.
Nếu như giấy là văn phòng phẩm quan trọng và phổ biến nhất, thì giấy A4 được xem là loại giấy được sử dụng nhiều nhất và thiết yếu nhất trong môi trường văn phòng. Khổ giấy A4 được sử dụng cho các mục đích: in, photo, làm hợp đồng, thông báo, công
văn.v.v.
Bên cạnh đó, với nhiệm vụ và chức năng giúp nhân viên văn phòng ghi nhớ, đánh dấu và lên lịch cho những việc quan trọng hay những ý tưởng sáng tạo, giấy note cũng được dân văn phòng đặc biệt ưu dùng và thường dùng.
Ngoài ra, các loại giấy in hóa đơn, chứng từ, tem nhãn sản phẩm cũng là các loại giấy văn phòng rất quan trọng và cần thiết đối với dân công sở.

### Các loạibút/viết
Bên cạnh các loại giấy văn phòng, bút viết cũng rất cần thiết đối với các hoạt động của bất kỳ cơ quan, tổ chức hay doanh nghiệp nào.
Hiện nay, có vô vàn các loại bút (viết) đã được ra đời. Song, đối với công việc văn phòng, các loại bút, viết cơ bản nhất, thông dụng nhất và tiện ích nhất phải kể đến: bút (viết) bi, bút (viết) máy, bút (viết) chì, bút (viết) cắm bàn hay bút (viết) xóa, bút (viết) dạ, bút laser...

### Các loại sổ, sách văn phòng
Công việc và hoạt động văn phòng, công ty cũng cần đến các loại sổ sách kế toán và các loại sổ văn phòng. Trong đó, sổ sách kế toán bao gồm: các loại phiếu thu, phiếu chi, phiếu xuất kho, hóa đơn và sổ lương,.v.v. Và sổ văn phòng thường là các loại sổ nhỏ, được nhân viên sử dụng để ghi chép, lưu ý trong quá trình làm việc.

### Các folder/ bìa kẹp để đựng tài liệu
Folder/ Bìa kẹp tài liệu là thiết bị văn phòng phẩm giúp quản lý hiệu quả, sắp xếp, và lưu trữ các loại hồ sơ, giấy tờ cũng như tài liệu. Vật dụng này rất quan trọng và hữu ích cho các nhân viên lưu trữ tài liệu phục vụ cho quá trình làm việc, hay trong những buổi gặp mặt, làm việc cùng khách hàng hay ký kết hợp đồng.

### Bàn, ghế, tủ văn phòng
Không thể không đề cập tới trong danh sách những thiết bị văn phòng quan trọng nhất, đó chính là bàn ghế làm việc và tủ văn phòng hay còn được gọi là nội thất văn phòng.
Bàn ghế để sắp xếp vị trí nhân viên, là nơi làm việc, họp bàn và để đặt các loại văn phòng phẩm khác như giấy tờ, sổ sách, bút mực.v.v.
Tủ văn phòng là nơi chứa đựng, lưu trữ các thiết bị văn phòng giấy tờ quan trọng, bút, con dấu, điện thoại, túi xách … của nhân viên cũng như của công ty.

### Các loại máy văn phòng
Văn phòng hiện đại cần nhiều hơn các thiết bị trên, mà buộc phải có các loại máy văn phòng như máy tính, máy chiếu, máy in, máy photo và máy chấm công.v.v. Đây là các thiết bị văn phòng hỗ trợ công việc đạt hiệu quả hơn và tạo dựng hình ảnh doanh nghiệp, công ty hiện đại hơn cũng như chuyên nghiệp hơn.

## Thiết bị văn phòng và văn phòng phẩm
Có rất nhiều người nhầm lẫn giữa thiết bị văn phòng và văn phòng phẩm. Trên thực tế, hai khái niệm này có những điểm khác nhau. Văn phòng phẩm, về cơ bản, chỉ bao gồm những sản phẩm phục vụ cho công việc giấy tờ chốn văn phòng mà thôi. Khái niệm này không bao gồm một số loại máy văn phòng và nội thất văn phòng. Như vậy, văn phòng phẩm chỉ là một khái niệm con của Thiết bị văn phòng, không phải ngang hàng nhau hay có ý nghĩa như nhau.

## Đối tượng sử dụng
- Doanh nghiệp, công ty,
- Cơ quan nhà nước,
- Trường học,
- Bệnh viện,
- Cá nhân.